# MC Créu
MC Créu, nome artístico de Sérgio Costa (Rio de Janeiro, 30 de janeiro de 1978) é alcunha um cantor, DJ e produtor musical brasileiro.

## Carreira
Curiosamente, a carreira de MC Créu começou graças à Silvio Santos. Quando tinha 16 anos, em 1994, após enviar 2500 cartas para o programa Porta da Esperança, ele conseguiu participar do programa e conseguiu as sonhadas "pick-ups".
Ficou famoso em 2008 após emplacar o hit "Dança do Créu", que lançou ainda a dançarina e também funkeira Andressa Soares, mais conhecida como "Mulher-Melancia".
O sucesso foi tanto que, em poucas semanas, apenas no site YouTube, foram registrados 1.300 vídeos sobre a dança, sendo o mais notório deles acessado quase 1.476.600 vezes. Mais tarde, o single recebeu um disco de platina. Ainda que o DJ e produtor possa ser enquadrado como um verdadeiro one-hit wonder (artista de um único sucesso), manteve-se na mídia com apresentações em 2008 em programas como o Casseta e Planeta e no ano seguinte, 2009, foi convidado por Roberto Carlos para dividir o palco em suas apresentações num cruzeiro.
Em 2018, foi confirmado como um dos participantes da terceira temporada do reality show Power Couple Brasil, ao lado de sua mulher, Lilian Simões.
Em 2022, foi confirmado como um dos participantes do paiol da décima quarta temporada do Reality show A Fazenda, ele recebeu 19,01% dos votos do público para entrar. Porém Bia Miranda foi a mais votada com 36,65% dos votos entrando em A Fazenda.